# Viszontbiztosítási szerződés
A viszontbiztosítási szerződés egy, a Német Birodalom és a cári Oroszország között 1887. június 18-án létrejött titkos semlegességi megegyezés volt, amely három évre szólt.

## A szerződés előzménye
Létrejöttét Otto von Bismarck kezdeményezte: 1887-ben ugyanis szétesett a három császár szövetsége, amely Németország, Oroszország és az Osztrák–Magyar Monarchia között garantálta az egymás iránti jóindulatú semlegességet arra az esetre, ha valamelyikük egy negyedik féllel konfliktusba kerülne. A hármas szövetség Bismarck egyensúly-orientált külpolitikájának központi eleme volt, de miután az Osztrák–Magyar Monarchia és Oroszország között újra fellángoltak a balkáni nézetkülönbségek (ezúttal a bolgár válság miatt), fenntartása lehetetlenné vált.

## A szerződés célja
Bismarcknak cselekednie kellett: igyekezett gátolni a meginduló francia-orosz közeledést, annak érdekében, hogy az ősellenség Franciaországgal kirobbanó esetleges konfliktus során elkerülje a kétfrontos háborút.  A német–orosz együttműködésnek azért is új formát kellett találni, mert 1879 augusztusa óta már létezett az Osztrák–Magyar Monarchia és a Német Birodalom között az ún. kettős szövetség, amely az érintetteket fegyveres segítségnyújtásra kötelezte, ha Oroszország bármelyiküket megtámadná.

## A szerződés tartalma
A viszontbiztosítási szerződésben a felek jóindulatú semlegességet vállaltak arra az esetre, ha Oroszországot az Osztrák–Magyar Monarchia, illetve Németországot Franciaország megtámadná. Nem ír elő semlegességet a megállapodás arra az esetre, ha annak aláírói a támadó felek.
A szerződés szupertitkos külön jegyzőkönyve elismerte Oroszország történelmi jogait a Balkánon, ideértve Nagy-Bulgária ügyét. Ennek keretében Németország garantálta, hogy az akkor a németországi Kölnben élő Battenberg Sándornak, Bulgária exfejedelmének soha nem engedélyezik a visszatérést országába.
A külön jegyzőkönyvben Németország semlegességet, továbbá morális és diplomáciai támogatást fogadott arra az esetre is, ha Oroszország elérkezettnek látja az időt a Boszporusz és a Dardanellák elfoglalására.

## Külpolitikai viszonyok a szerződés aláírásakor
Oroszország számára létkérdés volt Németország jóindulatú támogatása a Balkán és a Dardanellák kérdésében, hiszen 1887 februárjában sor került Anglia és Olaszország között a Földközi-tengeri antant aláírására, amely éppen a berlini kongresszusi határozatok (1878) változatlan fenntartását irányozta elő Bulgária és a Mediterráneum kérdésében. Bismarck közvetítő szerepet vállalt a Földközi-tengeri antant létrehozásában, ami nem mondott ellent de jure a viszontbiztosítási szerződés tartalmának, titkos kiegészítő jegyzőkönyve szellemének viszont nagyon is.
Bismarck a viszontbiztosítási szerződésen túlmenően arra is törekedett, hogy gazdasági segélyekért cserébe gátolja Oroszország közeledését Franciaországhoz, és ezzel is akadályozza a geostratégiai szempontból veszélyes harapófogó kialakulását.  Az orosz út nem mutatkozott könnyen járhatónak, mert a közvélemény oroszellenes volt és orosz részről erőteljesen megnehezteltek, hogy Bismarck lezáratta a német pénzpiacokat az orosz tőke előtt. (Az orosz szkepszis csak a néhány hónappal korábban aláírt, alapvetően Oroszországot izolálni kívánó mediterrán antant okán oldódott.)

## A szerződés meghosszabbítása elmarad
A szerződést azonban 1890-ben nem hosszabbították meg, ekkor Bismarck azonban már nem volt hatalmon. Utódai nem követték az európai erőegyensúly fenntartására irányuló politikáját, stratégiájukba inkább az Oroszországról való leválás, a közép-európai hatalmi blokk, valamint  az Angliával való jobb kapcsolatok kiépítése, és a fegyverkezés gyorsítása illett.
A német–orosz kapcsolatok lehűléséhez egyébként jelentős mértékben hozzájárultak a külkereskedelmi, gazdaságpolitikai nézetkülönbségek. A szövetséges nélkül maradt Oroszország egyre inkább Franciaországgal talált hangot, ami 1892-ben és 94-ben katonai megállapodásokban is kifejezésre jutott. Ezáltal viszont Németország számára egyre inkább realitássá vált a Bismarck által elkerülni kívánt harapófogó helyzet, egyben létrejöttek a közeledő első világháború hatalompolitikai blokkjai.